# Karl Beurlen
Karl Theodor Beurlen (* 17. April 1901 in Aalen; † 27. Dezember 1985 in Tübingen) war ein deutscher Paläontologe.

## Leben
Beurlen war der Sohn eines Volksschullehrers und früh naturwissenschaftlich interessiert. Er studierte ab 1919 Geologie an der Universität Tübingen, wo er bei Edwin Hennig (1882–1977) 1923 in Paläontologie über Ammoniten des Malm promoviert wurde und danach Assistent war. 1925 ging er an die Universität Königsberg. Seit 1931 war er förderndes Mitglied der SS. Zum 1. Mai 1933 trat er der NSDAP bei (Mitgliedsnummer 2.328.642). 1934 wurde er Professor und Vorstand des Geologisch-Paläontologischen Instituts der Universität Kiel. Von 1937 bis 1945 war Beurlen Leiter der Fachsparte Bodenkunde (Geologie, Mineralogie, Geophysik) im Reichsforschungsrat. 1941 wurde er Professor für Paläontologie und Stratigraphie an der Ludwig-Maximilians-Universität München und Vorstand des dortigen Paläontologischen Instituts. Da er aufgrund des Entnazifizierungsverfahrens zunächst nach dem Krieg entlassen war, ging er 1950 nach Brasilien, wo er für die brasilianische Geologische Landesanstalt in Rio de Janeiro als Paläontologe arbeitete. Dort wurde er bei der Bearbeitung der dort angetroffenen Gondwana Fossilienfauna Anhänger der (damals noch überwiegend abgelehnten) Kontinentalverschiebungstheorie von Alfred Wegener. Ab 1958 baute er das geologisch-paläontologische Institut an der neu gegründeten Universität Recife auf. Aufgrund der sich ändernden politischen Verhältnisse nach dem Militärputsch 1964 ging er 1969 in den Ruhestand und wieder nach Deutschland. Dort schrieb er mehrere populärwissenschaftliche Bücher über Fossilien, die weite Verbreitung fanden.
In seinen Schriften in den 1930er Jahren war er Anhänger von der Darwinschen Lehre abweichender, orthogenetischer Evolutions-Theorien (sprunghafte Änderungen in der Evolution), beeinflusst von nationalsozialistischer Ideologie. Ähnliche Ideen verfolgten damals andere Paläontologen in Deutschland wie Otto Schindewolf (Typostrophenlehre) und Edwin Hennig.
In Brasilien beschrieb er unter anderem 1962 die Stratigraphie des für seine vielen Fischfossilien bekannten kreidezeitlichen Santana-Formation im Araripe-Becken westlich Recife.
Im Jahr 1936 wurde Beurlen zum Mitglied der Gelehrtenakademie Leopoldina gewählt. 1937 war er Präsident der Deutschen Geologischen Gesellschaft und 1938 der Paläontologischen Gesellschaft. Seit 1942 war er Mitglied der Bayerischen Akademie der Wissenschaften. 1970 wurde er Ehrendoktor in Recife, 1972 erhielt er die Goldmedaille der brasilianischen geologischen Gesellschaft und 1985 die Silbermedaille der brasilianischen paläontologischen Gesellschaft.
Er war seit 1925 verheiratet und hatte fünf Kinder. Zwei seiner Söhne wurden ebenfalls Geologen.

## Schriften
- Vergleichende Stammesgeschichte: Grundlagen, Methoden, Probleme unter besonderer Berücksichtigung der höheren Krebse. Borntraeger, Berlin 1930
- Das Gesetz der Überwindbarkeit des Todes in der Biologie. Franke, Breslau 1933.
- Naturforschung, Philosophie und Rasse. In: Die Heimat. Monatsschrift für schleswig-holsteinische Heimatforschung und Volkstumspflege. Bd. 47 (1937), Heft 9, September 1937, S. 257–264 (Digitalisat).
- Die Bedeutung des Forschungsrates für die naturwissenschaftliche Forschung. In: Kieler Blätter (1938), Heft 2/3, S. 143–146.
- Erd- und Lebensgeschichte. Eine Einführung in die Historische Geologie. Quelle & Meyer, 1939
- Geologie und Paläontologie. Winter, Heidelberg 1943
- Urweltleben und Abstammungslehre. Schwab, Stuttgart 1949
- Neue Fährtenfunde aus der Fränkischen Trias. In: N. Jb. Geol. Paläont., Mh., Jg. 1950, S. 308–320
- Geologie von Brasilien. Borntraeger, Berlin 1970
- Die geologische Entwicklung des atlantischen Ozeans. Schweizerbart, Stuttgart 1974
- Geologie: Die Geschichte der Erde und des Lebens. 2. Auflage. Franckh, Stuttgart 1975
- Welche Versteinerung ist das? Kosmos Naturführer, Franckh, 10. Auflage 1978
- mit Horst Gall, Gerhard Schairer: Die Alb und ihre Fossilien. Franckh, Stuttgart, 1978, 2. Aufl. 1981
- Versteinerungen. Fossilien der Wirbellosen mit Anhang Wirbeltiere und Pflanzen . Mosaik Verlag, München 1986
- Fossilien – Handbuch und Führer für den Sammler. Natur-Verlag, Augsburg  1990